# Spiżowy krzyk
Spiżowy krzyk – album z piosenkami Czesława Niemena wybranymi przez jego żonę, Małgorzatę Niemen-Wydrzycką. Płyta została wydana 30 maja 2008 roku nakładem Polskich Nagrań.

## Utwory
1. „Spiżowy krzyk” – 2:16
2. „Narodziny miłości” – 2:39
3. „Allilah” – 2:48
4. „Italiam, Italiam” – 4:49
5. „Cztery ściany świata” – 10:25
6. „Marionetki” – 4:10
7. „Ptaszek” – 1:13
8. „Smutny ktoś i biedny nikt” – 7:21
9. „Epitafium (Pamięci Piotra)” – 4:05
10. „Straceńcy” – 1:26
11. „Laur dojrzały” – 5:27
12. „Proroctwo Wernyhory” – 0:29
13. „Moje zapatrzenie” – 6:09
14. „Elegia śnieżna” – 6:03
15. „Status mojego ja” – 5:40
16. „Jagody szaleju” – 3:52